# Homoeocera multipuncta
Homoeocera multipuncta är en fjärilsart som beskrevs av Rothschild 1931. Homoeocera multipuncta ingår i släktet Homoeocera och familjen björnspinnare. Inga underarter finns listade i Catalogue of Life.